# Near East Foundation
 (août 2025).
Si vous disposez d'ouvrages ou d'articles de référence ou si vous connaissez des sites web de qualité traitant du thème abordé ici, merci de compléter l'article en donnant les références utiles à sa vérifiabilité et en les liant à la section « Notes et références ».
La Near East Foundation (NEF) - Fondation pour le Proche-Orient trouve son origine dans un certain nombre d'organisations antérieures. À mesure que la portée de l'aide s'étendait de l'aide aux victimes grecques, arméniennes et assyriennes de l'Empire ottoman, à l'aide apportée dans la région après la Première Guerre mondiale, les noms et la mission ont changé. L'association originelle fut celle du Comité américain sur les atrocités arméniennes, qui devint plus tard le Comité américain pour les secours au Proche-Orient (ACRNE), puis le Near East Relief. La Near East Foundation est créée en 1930.
Aujourd’hui, la NEF est une organisation américaine de développement social et économique internationale basée à Syracuse, New York.
La NEF est la plus ancienne organisation des États-Unis de développement international non affiliée ou non limitée à un seul groupe religieux et la deuxième organisation humanitaire américaine à être agréée par une loi du Congrès. Near East Relief a organisé le premier projet humanitaire moderne et à grande échelle au monde en réponse aux génocides arménien et assyrien qui étaient toujours en cours à l'époque.
Connue sous le nom de Near East Foundation depuis 1930, la NEF a été la pionnière de nombreuses stratégies employées par les principales organisations de développement du monde. Au cours des 100 dernières années, NEF a travaillé avec des communautés partenaires dans plus de 40 pays. La fondation avait organisé le premier grand projet humanitaire au monde des États-Unis, au début du 20e siècle.

## Recentrage de ses missions
NEF est présentement une organisation non gouvernementale opérationnelle avec des projets en Arménie, en Jordanie, au Liban, au Mali, au Maroc, en Cisjordanie, au Sénégal, au Soudan et en Syrie. Dans ces pays, elle travaille avec des groupes sociaux défavorisés, notamment des personnes confrontées aux conflits, aux déplacements, à l'exclusion et au changement climatique. L'organisation se concentre sur trois domaines de programme visant à relever les défis du développement à long terme : la consolidation de la paix, l'agriculture durable et la gestion des ressources naturelles, et le développement des microentreprises. La fondation est structurée pour travailler avec des partenaires locaux pour fournir des services. Les partenaires du NEF comprennent des organisations non gouvernementales locales et internationales, des donateurs bilatéraux et multilatéraux, des fondations, des institutions financières et des ministères gouvernementaux.[réf. nécessaire]

## Histoire

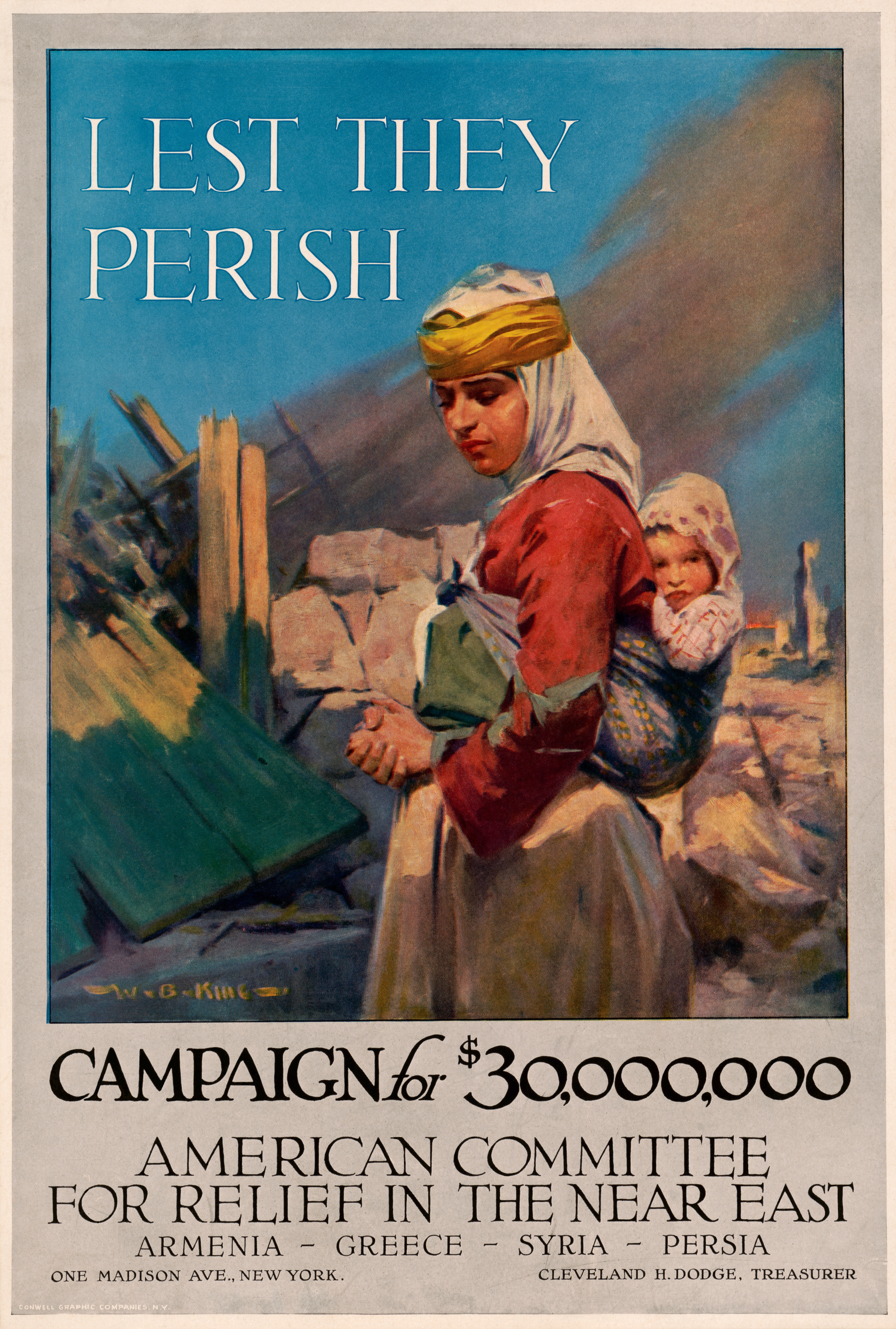
De peur qu'ils ne périssent affiche de campagne du Comité américain pour les secours au Proche-Orient

Les premières organisations ont vu le jour en réponse aux rapports de 1915 de l'ambassadeur Henry Morgenthau Sr. sur les atrocités commises par les instances gouvernementales contre les Arméniens ottomans. Morgenthau évoqua les expulsions d'intellectuels et demanda une aide urgente et immédiate. L'ancien missionnaire et éducateur James Levi Barton et le philanthrope Cleveland Hoadley Dodge dirigèrent un groupe d'éminents New-Yorkais pour former le Comité américain pour le secours aux Arméniens et aux Syriens, chacun ayant des liens personnels avec le Proche-Orient. {la citation doit être ajoutée}
Le comité collecta 60 000 $ pour l'aide directe lors de sa première réunion le 16 septembre 1915. L'argent est transféré à l'ambassadeur Morgenthau pour être distribué par William Summerill Vanneman, président du comité à Tabriz. Cleveland H. Dodge finança personnellement les dépenses de fonctionnement du comité afin de garantir que tous les fonds soient consacrés à l'aide directe.
Le comité s'est ensuite lancé dans une campagne citoyenne sans précédent pour collecter des fonds et sensibiliser l'opinion à travers les États-Unis. La campagne employa les ressources combinées d'images saisissantes, des célébrités passionnées et des histoires captivantes du terrain afin d'inciter les Américains de tous horizons à devenir des citoyens philanthropes. L'organisation utilisa brièvement le nom de Comité américain de secours au Proche-Orient (American Committee for Relief in the Near East) en 1918-1919, comme le montrent de nombreuses affiches emblématiques du comité.
En août 1919, le comité reçut une charte du Congrès (la deuxième organisation humanitaire à recevoir cette reconnaissance, après la Croix-Rouge américaine) et fut rebaptisé Near East Relief.
De 1915 à 1930, Near East Relief sauva la vie de plus d’un million de réfugiés, dont 132 000 orphelins qui ont été soignés et éduqués dans les orphelinats de Near East Relief.
Near East Relief mobilisa le peuple américain pour collecter plus de 116 millions de dollars pour l'aide directe. Près de 1 000 citoyens américains se sont portés volontaires pour voyager à l’étranger.
Les travailleurs de Near East Relief ont construisirent des centaines d’orphelinats, d’écoles professionnelles et de centres de distribution de nourriture. Les travailleurs humanitaires à l'étranger étaient responsables des soins directs aux orphelins et aux réfugiés, y compris l'organisation de vastes programmes alimentaires et éducatifs. Des milliers d'Américains se sont portés volontaires à travers les États-Unis en donnant de l'argent ou des fournitures et en organisant des événements spéciaux au profit du travail de Near East Relief.

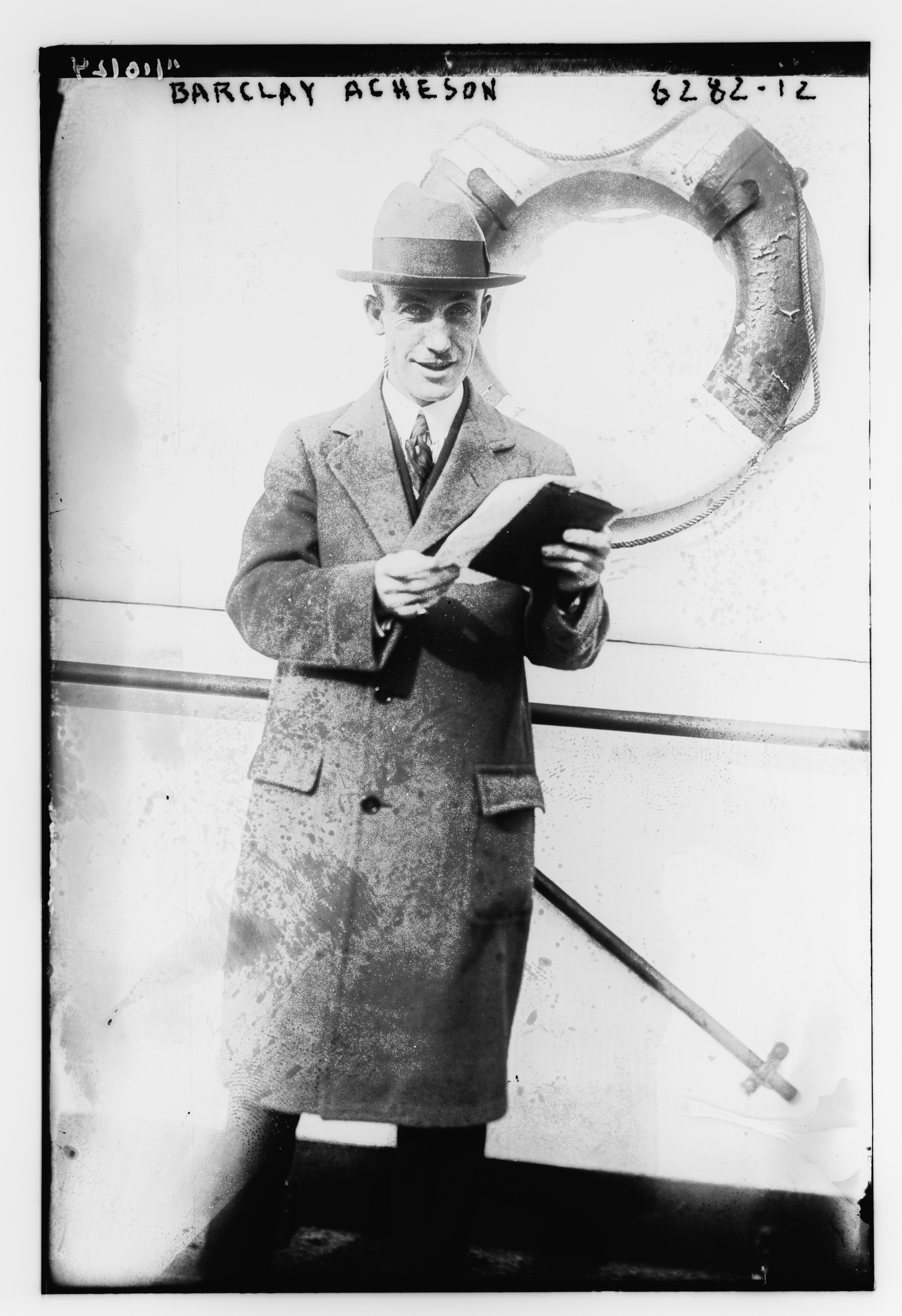
Le réalisateur Barclay Acheson en 1924

L'organisation créa l'Association internationale du Proche-Orient, qui a ensuite consacré le dimanche 2 décembre 1923 comme dimanche international de la Règle d'or. Le « dimanche de la règle d'or » (The Golden Rule Sunday), comme on l'appelle désormais, encourageait les gens à manger quelque chose de simple – à savoir des menus de base généralement servis dans les orphelinats – et à offrir l'argent économisé en guise de don aux orphelins du génocide arménien. Le dimanche de la Règle d’Or a été célébré dans de nombreuses régions d’Europe, d’Australie et d’Amérique. Le président Calvin Coolidge exhorta le peuple américain à exprimer un esprit de sacrifice et de générosité le 2 décembre 1923, dans le cadre d'un effort philanthropique plus large.
En 1930, Near East Relief a été finalement rebaptisée Near East Foundation (NEF) pour refléter le changement de cap, d'une organisation des secours d'urgence vers le développement social et économique à long terme. Ces dernières décennies, la NEF élargi sa portée géographique pour inclure l'Afrique du Nord, l'Afrique subsaharienne et la région désormais connue sous le nom de Moyen-Orient.
NEF a lancé la Near East Relief Historical Society en 2014 dans le but de préserver et de partager l'histoire de l'organisation.

## Impact

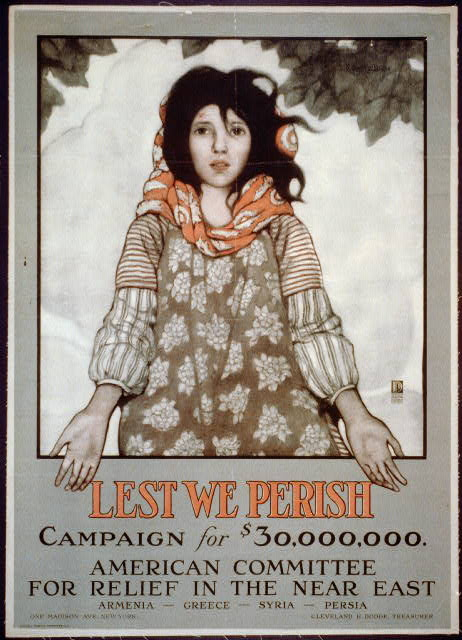
Affiche de campagne de peur que nous ne périssions du Comité américain pour les secours au Proche-Orient

L’effort de secours qui a lancé l’organisation en 1915 était le premier grand appel national de ce type visant à solliciter des fonds auprès du public américain, et il était unique par son utilisation des médias et le soutien de personnalités célèbres et de citoyens bénévoles. Cet effort s'est développé et a donné naissance à ce que l'on appelle aujourd'hui la « philanthropie citoyenne », appelant directement le public à soutenir le travail humanitaire à l'étranger. Ce modèle de philanthropie est aujourd’hui utilisé par une majorité d’organisations à but non lucratif à travers le monde.
Lorsque la NEF établi la pratique consistant à travailler en tandem avec des gouvernements étrangers et des organisations locales pour améliorer la vie des citoyens, c’était presque sans précédent. La NEF a depuis servi de modèle à de nombreuses organisations de développement bien connues, notamment l'Agence américaine pour le développement international et le Peace Corps. Elle a également contribué à la création d'institutions de développement durables qui restes des legs qui continuent d'être des centres d'innovation et de services, notamment la Faculté d'agriculture et de sciences alimentaires de l'Université américaine de Beyrouth, le Centre de développement du désert de l'Université américaine du Caire, le Collège agricole de Rezaiye et le Collège agricole d'Ahwaz en Iran, Centre de services de développement en Égypte et des dizaines d'autres. Comme exemple de son engagement historique, l'une des plus anciennes équipes de basket-ball de Grèce, Near East BC, a pris ce nom pour honorer la fondation, car elle a aidé les réfugiés grecs après la Convention concernant l'échange des populations grecques et turques à la suite du traité de Lausanne (1923).

## Partenariat avec l'Université de Syracuse
En 2010, la Near East Foundation transfère son siège à l'Université de Syracuse à Syracuse, New York. À l'Université de Syracuse, la NEF engage des professeurs et des étudiants dans son travail de développement international grâce à des partenariats stratégiques avec la Maxwell School of Citizenship and Public Affairs, la SI Newhouse School of Public Communications et la Whitman School of Management. NEF travaille fréquemment avec des experts du Programme pour l'avancement de la recherche sur les conflits et la coopération.

## Institutions affiliées

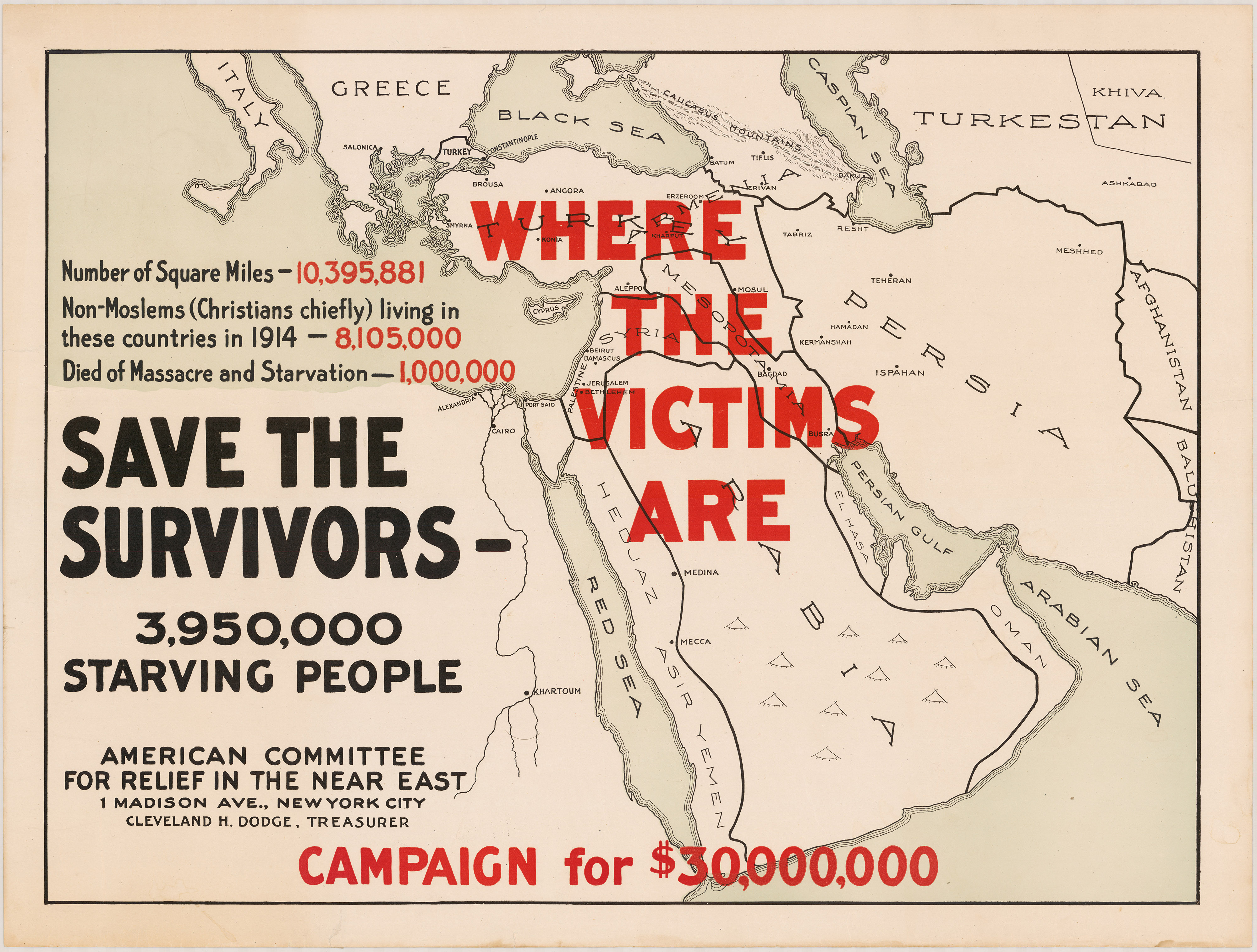
Cette affiche fait partie de la campagne spéciale du Comité américain "Near East Relief" en 1918.

- Fondation Proche-Orient – Arménie
- Fondation Proche-Orient – Jordanie
- Fondation Proche-Orient – Liban
- Fondation Proche-Orient – Mali
- Fondation Proche-Orient – Maroc
- Fondation Proche-Orient – Palestine
- Fondation Proche-Orient – Soudan
- Fondation Proche-Orient – Royaume-Uni
- Société historique de secours du Proche-Orient
- Commission des services mondiaux